# Shinobi III: Return of the Ninja Master
Shinobi III: Return of the Ninja Master, pubblicato in Giappone con il titolo The Super Shinobi II (ザ・スーパー・忍Ⅱ?, Sūpā Shinobu II), è un videogioco a piattaforme sviluppato da Megasoft e pubblicato dalla SEGA per Sega Mega Drive e commercializzato nel 1993.
È un sequel diretto del videogioco del 1989 The Revenge of Shinobi. Originariamente il gioco doveva essere pubblicato nel 1992, e doveva essere molto differente rispetto alla versione finale del gioco in termini di livelli e trama.
Il gioco è stato incluso nella Sega Mega Drive Collection resa disponibile per PlayStation 2 e PlayStation Portable, ed in Sega Mega Drive Ultimate Collection per Xbox 360 e PlayStation 3. È stato inoltre reso disponibile per Wii Virtual Console nel 2007, per PC attraverso il servizio Steam nel 2010 e per iPhone nel 2011.